# Símbols de Màlaga
Els símbols de la ciutat de Màlaga són l'emblema representatiu d'aquest municipi de la comunitat autònoma d'Andalusia. La imatge d'aquests símbols estan representats per l'escut d'armes de Màlaga; altre símbol del municipi és la bandera municipal, adoptada oficialment l'any 2011, és utilitzada pels vilatans com a símbol d'identitat local.

## Escut
L'escut de la ciutat va ser creat per Real Cédula dels Reis Catòlics el 30 d'agost de 1494.

## Bandera
La Bandera de Málaga representa oficialment al municipi espanyol de Màlaga des del 2011. Consisteix en un rectangle dividit en dues franges horitzontals de mesures idèntiques, amb els colors en el següent ordre a partir del pal de la bandera: verd i morat.